# Kanker (stad)
Kanker is een stad en een gemeente in de oostelijke Indiase staat Chhattisgarh.

## Geografie
De stad ligt in het zuiden van de staat, in het gelijknamige district Kanker, nabij de bovenloop van de rivier de Mahanadi en ligt gemiddeld 388 meter boven zeeniveau. Kanker ligt op de route van Raipur naar Jagdalpur. Door de stad loopt de rivier Doodh.

## Bevolking
In 2001 telde men bij de volkstelling 24.485 inwoners. Dit aantal steeg naar 51.385 personen bij de volkstelling van 2011.
De helft van hen was van het mannelijk geslacht. 77% van de inwoners kon lezen, wat hoger is dan het landelijk gemiddelde van 59,5%. Van de mannen kon 83% lezen; van de vrouwen 71%. Van de inwoners van Kanker is 12% jonger dan 23.

## Afbeeldingen

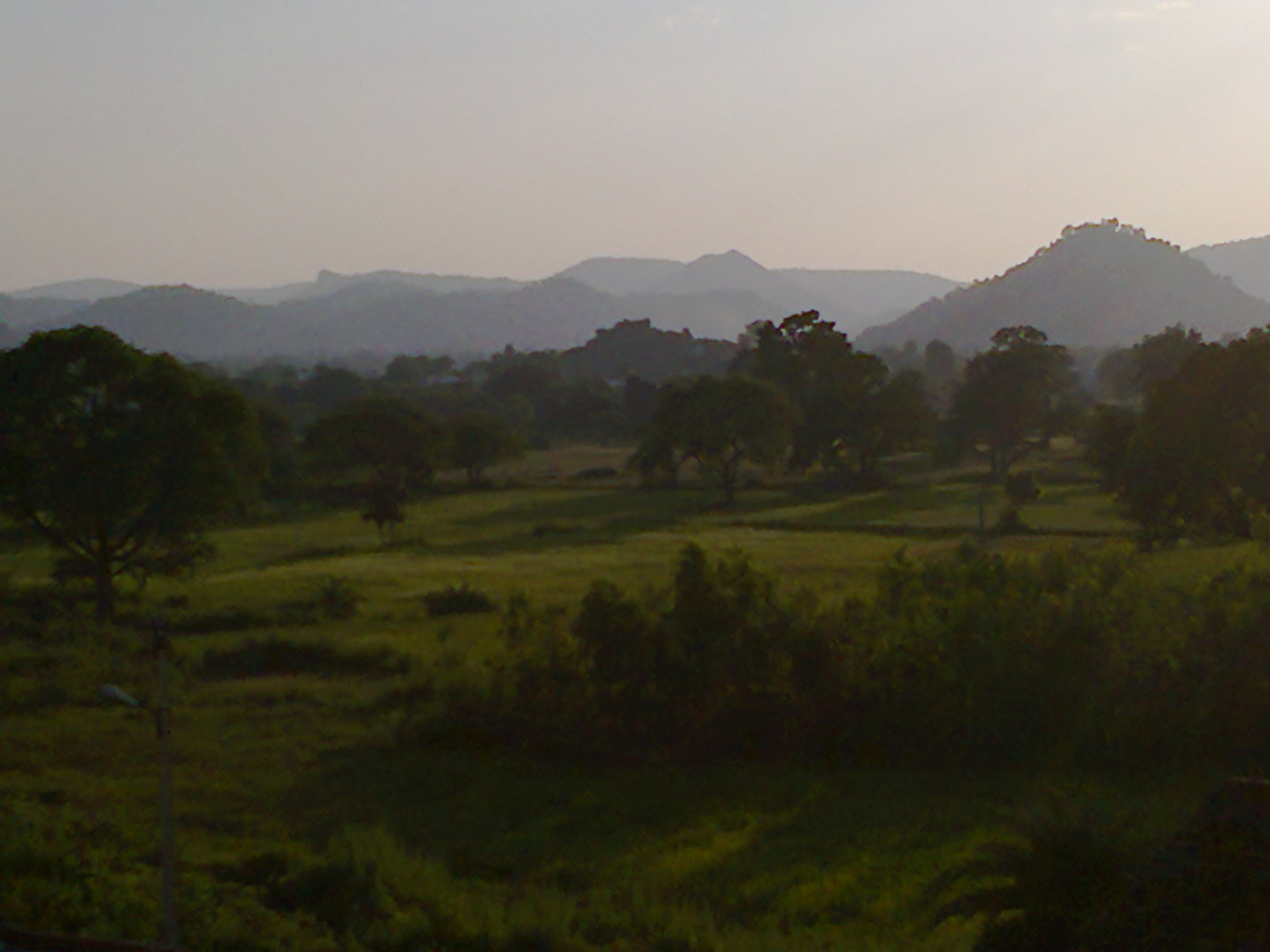
Uitzicht op Kanker
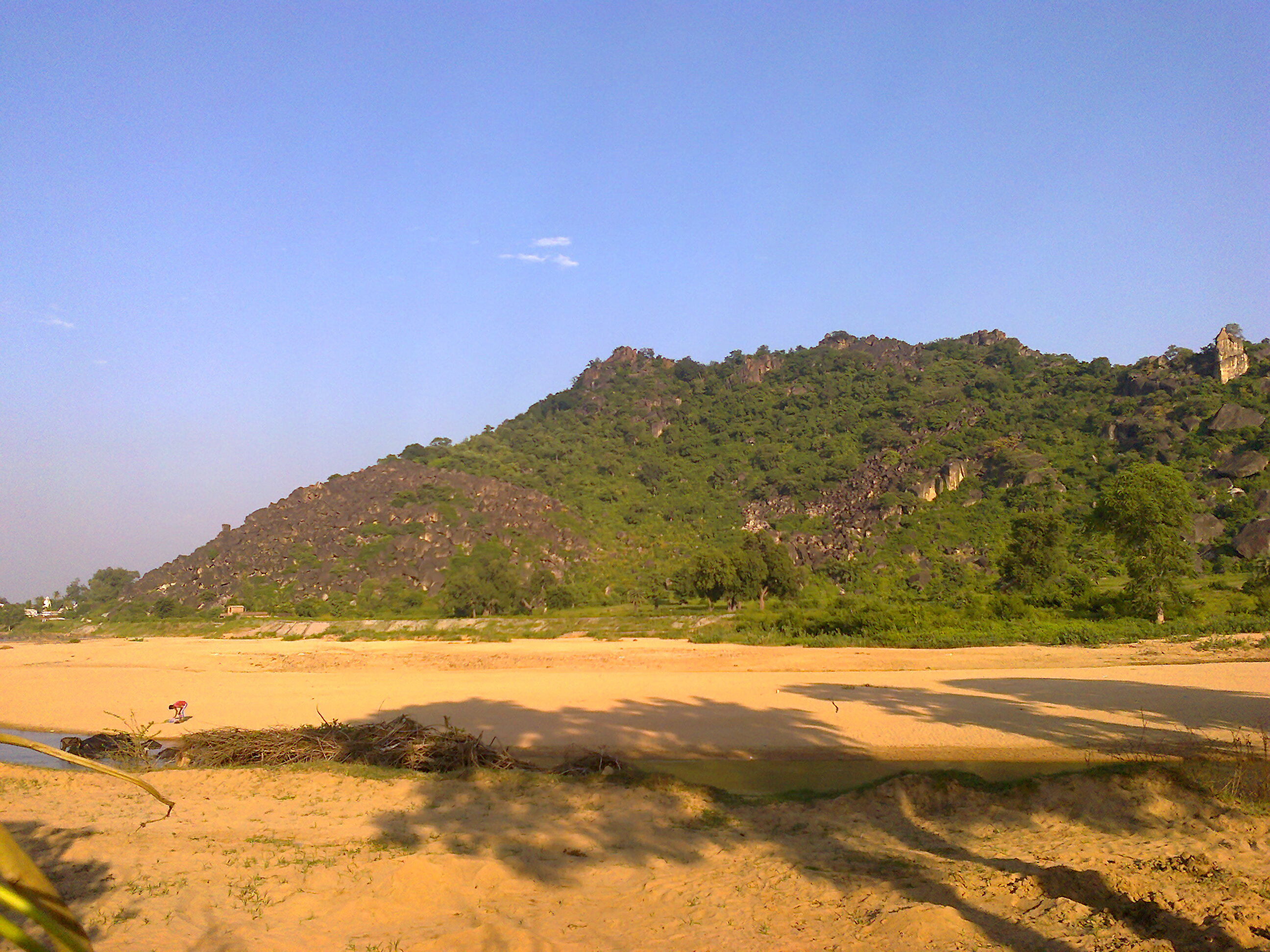
Rivier de Doodh
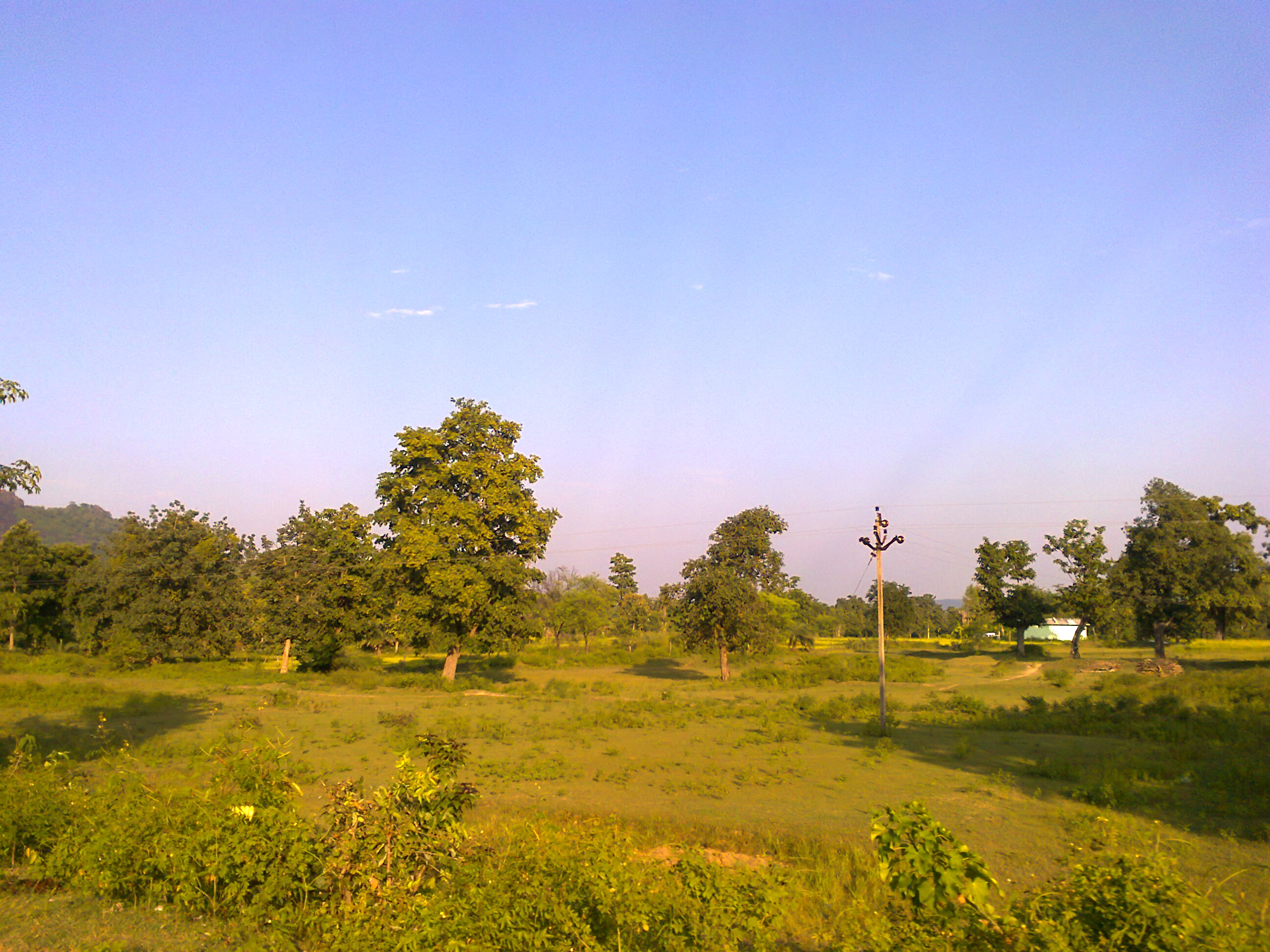
Nabijgelegen dorpen
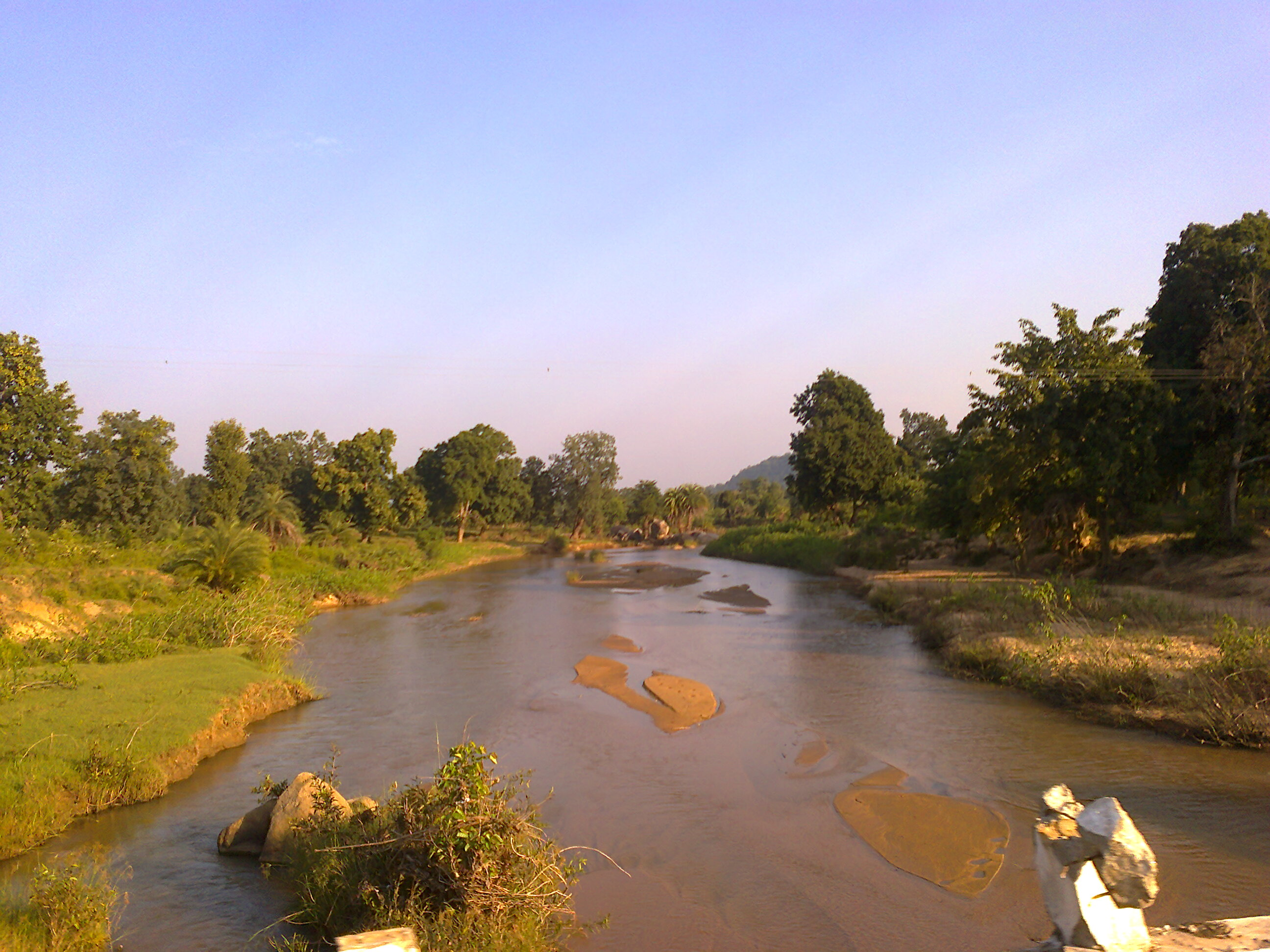
Stream in Kanker
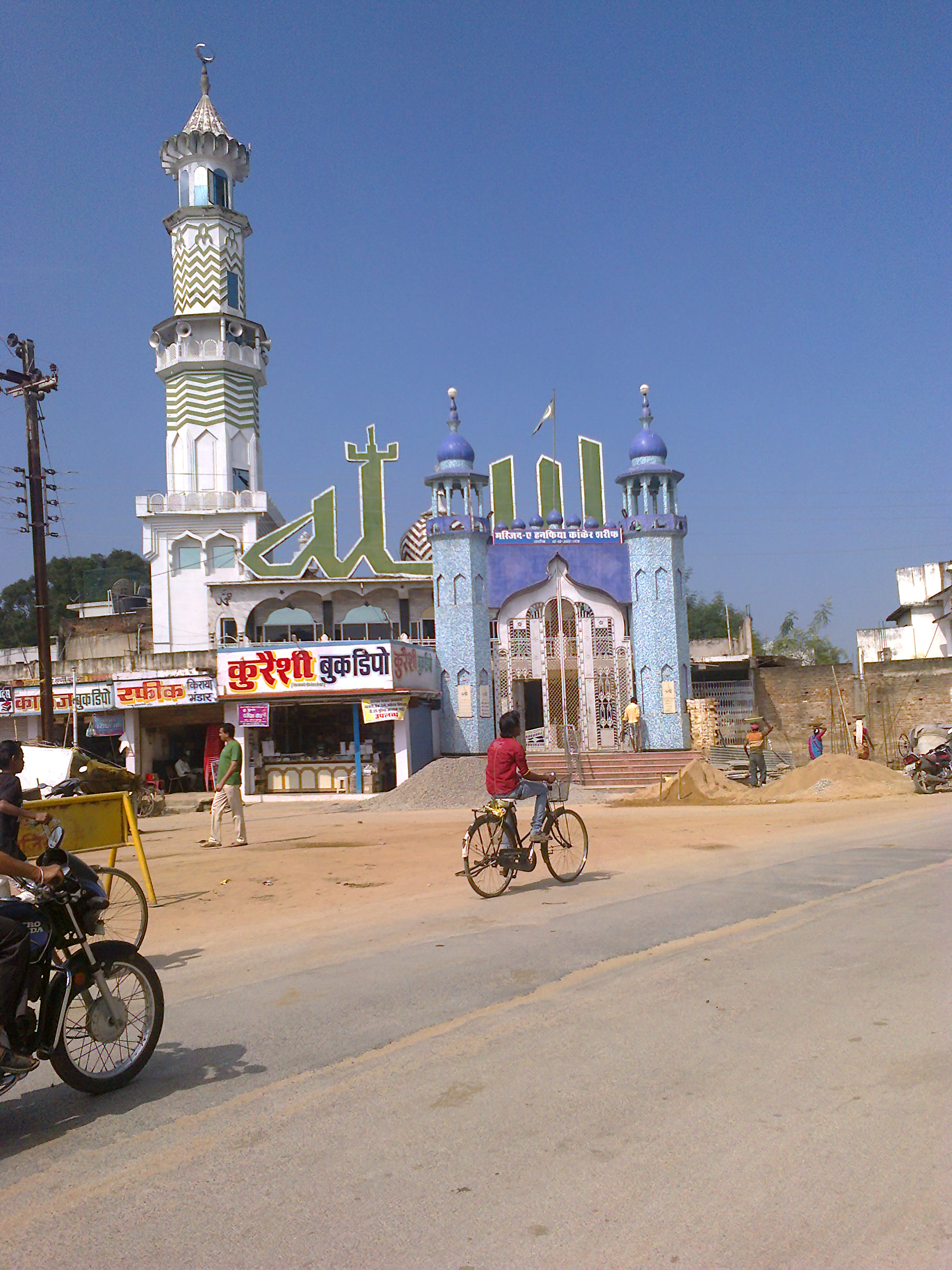
De moskee van Kanker
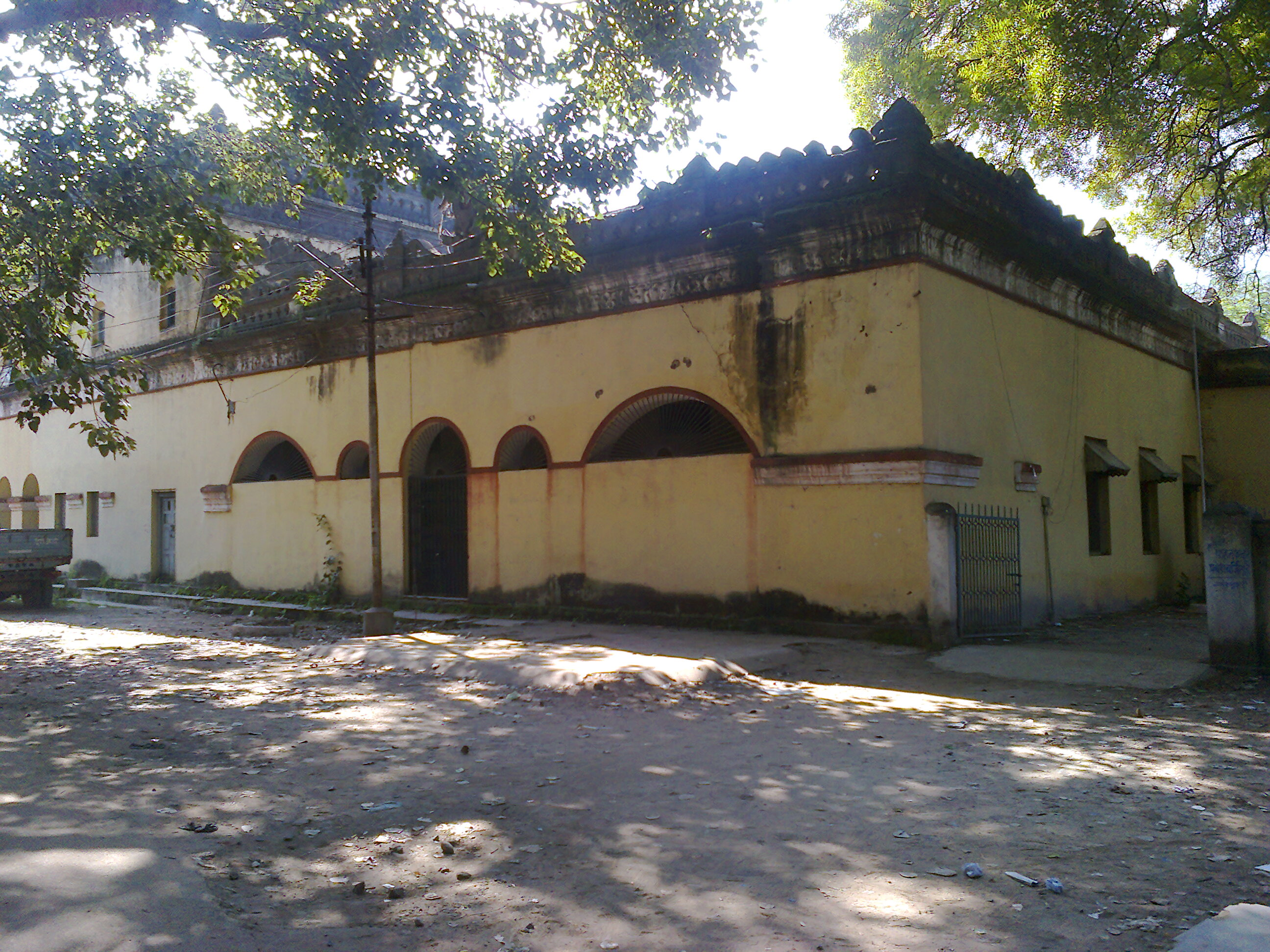
Het belastingadvieskantoor